# ホーレス・クリーブランド
ホーレス・ウィリアム・シャラー・クリーブランド（H.W.S.クリーブランド、Horace William Shaler Cleveland 、1814年-1900年)は、米国の造園デザイナー。都市方面の先駆的な環境批評家としても知られている。ニューイングランド生まれ。

## 略歴
1835年からはアメリカ西部イリノイ州で測量士としてしばらく働いていた。その後、ニュージャージー州に定住し、農場を購入し農場主に。ニュージャージー州園芸協会設立に参画。40歳の時、ボストンに移り、ロバート・モリス・コープランドと仕事でパートナーシップを形成。このとき市内の広幅員街路網計画を立案し、これがのちにフレデリック・ロー・オルムステッドのエメラルドネックレスへとつながる。
10年後、ブルックリンで、プロスペクトパークの設計でフレデリック・ロー・オルムステッドとカルバート・ヴォーらと出会う。クリーブランドとオルムステッドは、セントラルパークのコンペティション等で以前から顔見知りであったが、プロスペクトパークのプロジェクトで生涯にわたる友情につながる。
1869年に造園の設計業を開始するため、シカゴに移住。1871年後、土木技師ウィリアム.M.R.フレンチ、と提携していくつかのプロジェクトを引き受けている。この後彼のキャリアを通して、ミネアポリス、そして中西部での主要な公園や民間開発事業の景観設計を数多く手がける。
2年後、ミネアポリスとセントポールで前年の講演に由来したアメリカの市街地にある状況を批判的な文章でつづられた文庫本を刊行。その背景にはクリーブランドが当時の状況下、妻の病気や、1871年のシカゴ大火における会計帳簿の紛失、および息子の死に伴う法廷闘争などが原因とみられる。大火後の1872年にはオルムステッドとヴォーらによって設計された、シカゴ南パークを再建する。
1873年には造園に関するガイドブックを刊行し、その後ウィリアム・マーシャルらのセントポール近郊にあるセントアンソニーパークのデザインに関わる。 
1878年から亡くなるまでは、ミネソタ州のミネアポリス市と,隣接するセントポール市の両市内にある公園事業にはほぼ全て関わる。
1883年からは二つの市でランドスケープ・アーキテクトとして働き、同地のパークシステムを手がけた。当時は両市ともまだ小さい市だったが,市当局を説得して,市街地の外側の土地を購入させ,大規模な公園を建設させた。当時はまだ郊外の土地は安価であり,土地の買い取りは比較的容易であったためで、現在,二つの市は大都市に成長し,市内の土地はどこも地価が上昇したが,それでも素晴らしいパークシステムを維持することができている。将来を見越して,土地が安いうちに用地を確保した判断、将来を見越して投資することは大変重要であるが,同時に大変難しいことでもある。
1886年、講演会で好評を得ていたミネアポリスに移住。9年間は市内の素晴らしい公園とレクリエーション事業のシステム構築に時を過ごした。セントポールでは、1892年から、自身最後の主要プロジェクトとなるミネソタ大学キャンパス開発事業において、造園方面に関し幅広い知識を多数提供している。
江山正美は『近代造園学の成立とその内容』（造園雑誌 32(1), 2, 1968年8月号. 社団法人日本造園学会）で、カリフォルニアでヨセミテの保存に活躍し、ニューヨークに飛んでセントラルパークを計画したオルムステッドとならんで、アメリカ中部で活躍したと称し、クリーブランドが1873年に発表した「Landscape Architecture」の定義『Landscape Architecture, As Applied to the Wants of the West, Chlago』について、「Landscape Architecture」を「造景」と和訳し、その定義を紹介している。「造園（Landscape Gardening）もっと適確には、造景 (Landscape Architecture) は、文明（civilization）の各種の要求に対して、最も便利に（Conehiently）、最も経済的に（economicdly）、そして最も優美に（gracefully）適合するように、土地（land）を編成（arrange）する技術（art)である」とし、アメリカLA協会ASLAの定義も造園は美学的及び科学的なプリンシプルを活用して、人間のフィジカルな環境を改善することであることと、ハーバード大学の造園学科でも、造園を「art and science」としてとらえ、空間（spaces）と客体（objects）を伴いながら、安全で（safe）、効果的で（effident）、保健的で（healthful）、快的な（Pleasant）人間の利用のために、土地（land）を編成（arrange）することだと著していて、この点を考えると、一世紀をさかのぼるクリーブランドの「造園学」（en:Landscape Architecture）は、文字通り近代造園学の萌芽、であると紹介している。これは高橋理喜男ら『造園学』朝倉書店では、従来から多くの人々から概念規定がなされている「landscape architecture」のひとつとして、一文を英文そのままで掲載している。